# لورينزو فريمان
لورينزو فريمان (بالإنجليزية: Lorenzo Freeman)‏ هو لاعب كرة قدم أمريكية أمريكي، ولد في 23 مايو 1964 في كامدن في الولايات المتحدة، وتوفي في 10 أكتوبر 2016 في نيو كنسينغتون في الولايات المتحدة.

## وصلات خارجية
- لورينزو فريمان على موقع مرجع كرة القدم المحترفة.كوم (الإنجليزية)